# Натали (песня, 1994)
«Натали» — песня из репертуара Григория Лепса, записанная в 1994 году и выпущенная в 1995 году. Песня вошла первым номером во второй альбом певца «Храни Вас Бог». 
Автором музыки является продюсер Лепса Евгений Кобылянский, стихи принадлежат поэту Анатолию Долженкову. Песня написана в тональности Соль минор с модуляцией в Ля минор.

## История создания
Как только песня зазвучала на телевидении и радио, в прессе сразу стали выдвигать предположения, кому Лепс посвятил это произведение. По одной из версий, шлягер «Натали» певец посвятил своей любимой, погибшей в автомобильной аварии. Тогда старожилы курорта Сочи в один голос стали рассказывать журналистам, какая у певца была сумасшедшая любовь. И Лепс просто захотел, чтобы о его любви осталась какая-нибудь память, и сам написал свою «Натали». Но некоторые считают, что эта сентиментальная история больше похожа на способ создать вокруг песни дополнительный ажиотаж.
По второй версии, песня была посвящена убитой двоюродной сестре Григория. Писали, что он вырос вместе с Натэлле, которую мама всегда называла Натали. Утверждалось, что она была известным сочинским адвокатом, вела уголовные дела, а её убийство связано с профессиональной деятельностью.
Третья версия создания принадлежит автору музыки «Натали» Евгению Кобылянскому, которого вдохновили стихи поэта Анатолия Долженкова.

Началось всё с того, что во время прогулки по Чистопрудному бульвару мой большой друг и замечательный поэт Анатолий Долженков читал отрывки из новых стихов. Я же был неблагодарным слушателем и всё время его перебивал. Мне казалось, что в его стихах не за что зацепиться, нет чего-то трогательного и романтичного. И вдруг наступил момент, когда он произнес сакраментальную фразу: «Натали, утоли мои печали, Натали!» Тут я заорал как умалишённый: «Давай скорее мне эту песню!» Долженков в ответ развёл руками и сказал: «У меня нет песни, я это придумал только что…» Когда я вернулся с прогулки, мелодия «Натали» уже звучала у меня в голове в том виде, в котором мы её слышим сегодня. На готовую музыку Анатолий написал стихи. И так, буквально через день, у нас уже была готовая песня.
— Из воспоминаний автора песни Евгения Кобылянского

## Клип
В 1995 году в Ялте был снят клип на песню. Режиссёр — Александр Солоха. По его замыслу Григорий Лепс в этом видео должен быть за рулём роскошного авто. В итоге белый «Мерседес» был найден, но неожиданно выяснилось, что певец не умеет водить машину. Однако сценарий решили не переписывать и воспользоваться киношной хитростью: машину с выключенным двигателем пустили с горы, за рулём был Лепс, а в ногах у него сидел водитель, который в нужный момент жал на тормоз.
«Натали» принесла широкую известность Лепсу, и вскоре стала визитной карточкой певца. На конец октября 2021 года официальное видео песни «Натали» имело 7,4 миллиона просмотров.

## Участники записи
В создании и записи песни приняли участие следующие музыканты:
- Григорий Лепс — вокал
- Игорь Хомич — гитары
- Евгений Кобылянский — клавишные, барабаны, музыка
- Мария Кац — бэк-вокал
- Анатолий Долженков — текст

## В популярной культуре
Исполнение песни «Натали» явилось кульминационным моментом фильма режиссёра Жоры Крыжовникова «Горько!».

…Главная мысль фильма в том, что семья и родина — дар, от которого не отказываются и который не выбирают: когда все хором, со слезами уже не растерянности, но любви, всё-таки запевают треклятую лепсовскую «Натали», сам себе не веря, начинаешь подпевать. И все печали утолены.
— Отзыв кинокритика Антона Долина